# Вернингсхаузен
Вернингсхаузен (њем. Werningshausen) општина је у њемачкој савезној држави Тирингија. Једно је од 55 општинских средишта округа Земерда. Према процјени из 2010. у општини је живјело 679 становника. Посједује регионалну шифру (AGS) 16068059.

## Географски и демографски подаци
Вернингсхаузен се налази у савезној држави Тирингија у округу Земерда. Општина се налази на надморској висини од 147 метара. Површина општине износи 12,8 km². У самом мјесту је, према процјени из 2010. године, живјело 679 становника. Просјечна густина становништва износи 53 становника/km².